# 洪金瑞
洪金瑞，又名汤米·维查亚，荷兰籍印度尼西亚华人，因被指控参与大规模生产摇头丸而被判处并执行死刑。他被称为“摇头丸之王”。

## 生平
洪金瑞于1952年出生在荷属新几内亚法克法克，他是九个孩子的家庭中的第八个孩子。他的父母拥有一家商店，生活相对富裕。1962年新几内亚移交印度尼西亚后，他的母亲带着三个孩子迁往马来西亚。洪金瑞最初和父亲一起留在印度尼西亚，但后来全家也迁往了马来西亚。因全家在马来西亚生活贫困，父亲回到了法克法克。由于印尼和马来西亚关系不好，父亲和家里其他成员之间的联系很少。洪金瑞17岁时，父亲去世了。26岁时来到荷兰，住在乌得勒支。他在餐饮业工作并担任木材贸易的中间人。他还从事犯罪活动而被收监过一段时间。

## 毒品案

### 逮捕
2002年，洪金瑞在印度尼西亚出差。在首都雅加达附近的坦格朗，警方突袭了一家工厂，该工厂每天可生产15000粒摇头丸。在这次突袭中，洪金瑞的一个朋友被枪杀。这次突袭后不久，索伊在雅加达的婆罗浮屠酒店被捕。洪金瑞被印尼司法部门认定为摇头丸工厂幕后头目，并被印尼媒体冠以“摇头丸大王”称号。洪金瑞本人一直否认参与摇头丸的生产。他辩解称来印尼只是为了做生意和赌博，而他被枪杀的朋友才是摇头丸生产团伙的真正头目。然而，他后来请求宽大处理，没有否认参与印度尼西亚的摇头丸生产。

### 判决
2003年1月13日，洪金瑞被判处死刑。据他的律师称，法律程序在很多方面都存在缺陷。洪金瑞提出上诉，但上诉后的判决更加严厉：除了死刑外，他还被处以1.1万欧元的罚款。
被定罪后不久，洪金瑞在坦格朗监狱开始从事据称可以治愈骨折的草药贸易。洪金瑞这样做是得到了监狱管理人员的许可。2003年，NOS播出了一篇关于洪金瑞和他的药物的报道。
2008年，继另一位荷兰人迪克·尼古拉斯在印度尼西亚被判处死刑后，洪金瑞的定罪再次引起了荷兰媒体的关注。洪金瑞和迪克·尼古拉斯的律师写信给部长厄恩斯特·赫希·巴林和马克西姆·费尔哈亨，呼吁内阁积极游说以审查诉讼。
计划执行的判决被两次推迟。2015年1月15日，洪金瑞被告知，他的宽大处理请求已被明确拒绝，行刑即将来临。根据印度尼西亚法律，死刑执行必须提前三天通知被定罪者。荷兰政府最后一次试图取消执行死刑，但没有成功。即使首相马克·吕特和威廉·亚历山大国王的干预无济于事。

### 执行死刑
当地时间1月18日凌晨0:30左右，洪金瑞与其他五名囚犯一起在中爪哇省努沙甘邦岸被行刑队处决。当天早些时候，洪金瑞向他的荷兰律师巴特·斯塔珀特告别。洪金瑞的尸体在执行死刑后立即被火化，家人不被允许看到尸体或进行仪式性的清洗。
作为对执行死刑的回应，荷兰政府暂时召回荷兰驻印尼大使进行磋商。印尼驻海牙大使也受到外交部长昆德斯的召见。